# De Bonte Mantel

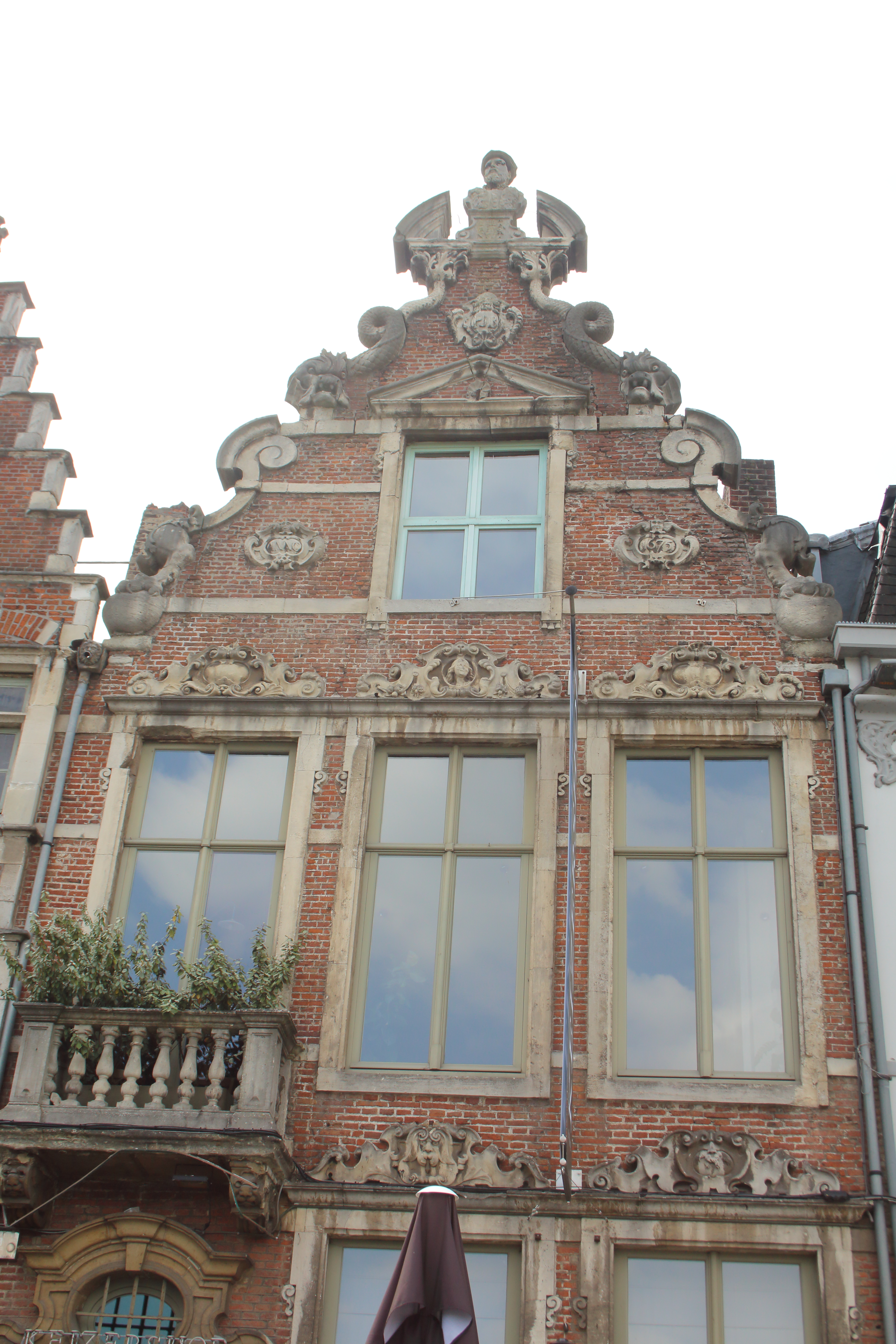
De Bonte Mantel

De Bonte Mantel is een historisch pand op de Vrijdagmarkt nummer 47 in de Belgische stad Gent. Het Keizershof, oorspronkelijk het huis "de bonte Mantel" werd gebouwd in 16e eeuw voor de Gentse geschiedschrijver en factor van de Rederijkerskamer Maria T'Heeren en Marcus Vaernewyck. Het borstbeeld van Keizer Karel V prijkt bovenop de gevel sinds 1880. 